# Mairiporã
Mairiporã è un comune del Brasile nello Stato di San Paolo, parte della mesoregione Metropolitana de São Paulo e della microregione di Franco da Rocha.